# The Usos

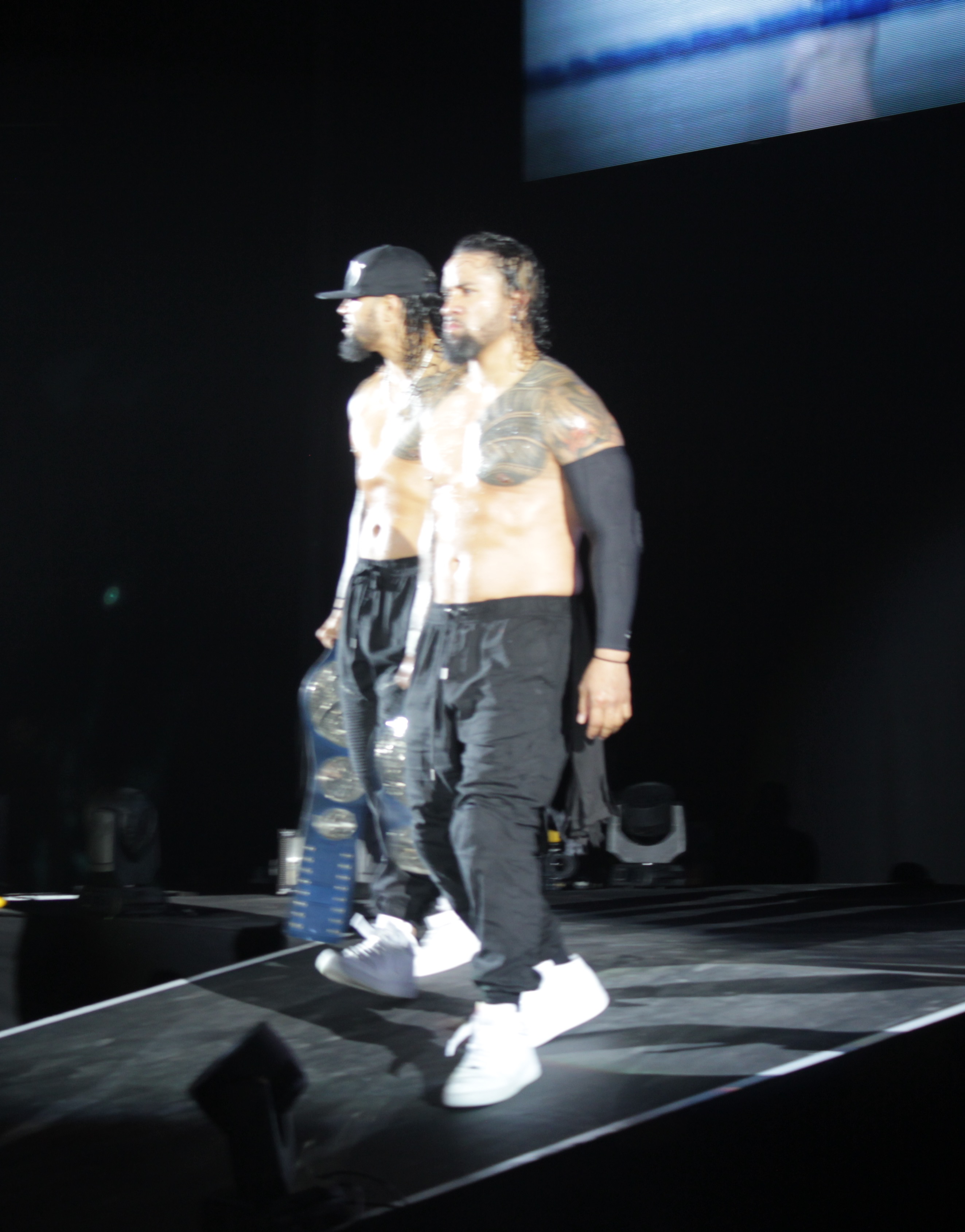
SD Tag Team Champions

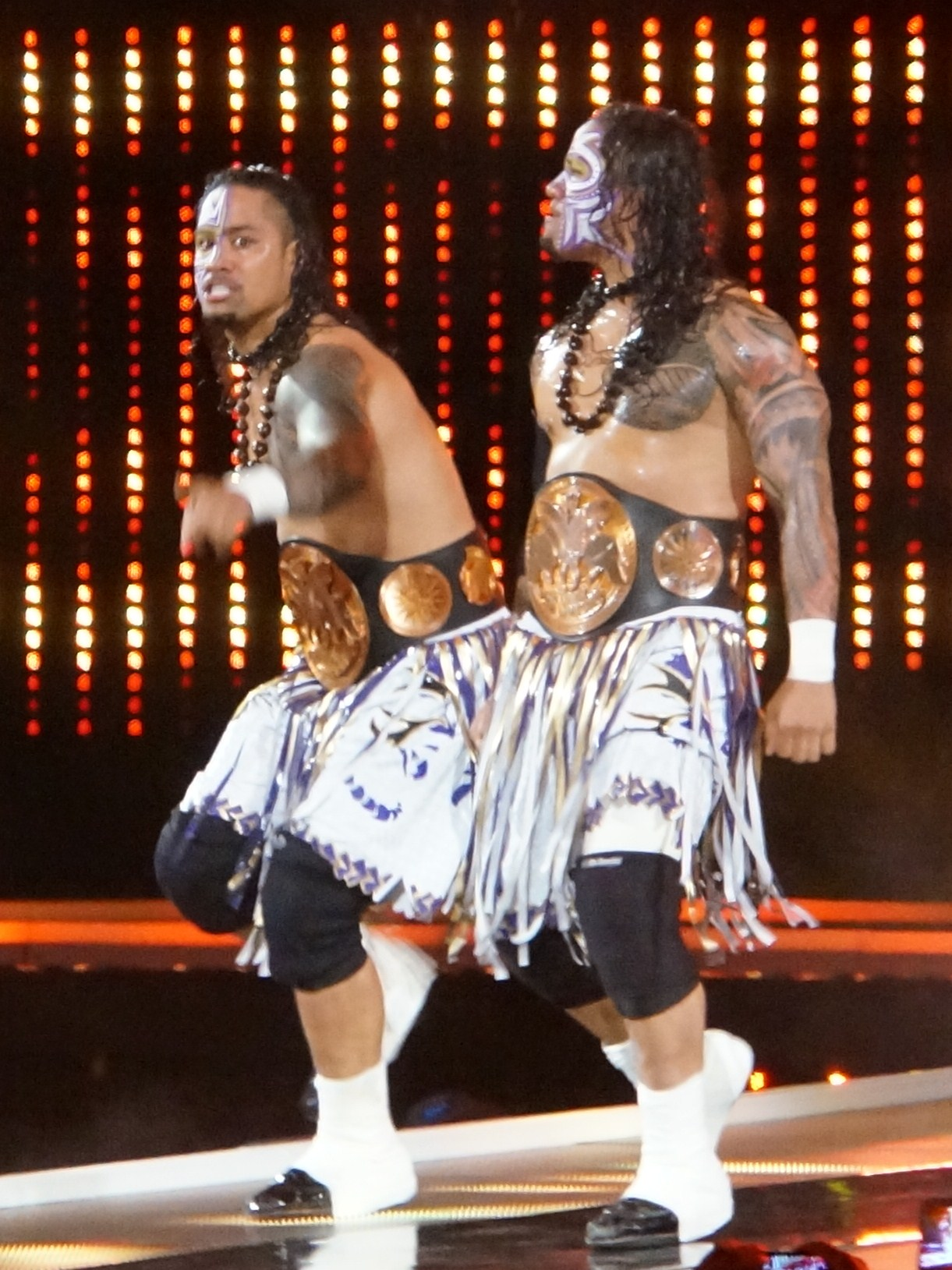
Wwe tag team champions the usos

The Usos (de asemenea, cunoscuți sub numele de The Uso Brothers) (22 August din 1985) sunt un duo de wrestling profesionist , care constă din doi frați gemeni Jimmy și Jey Uso care lucrează in WWE.
Prin-tre realizările sale, se află o centură de Campioni în Perechi din Florida FCW și două Campionate în Perechi de WWE.
Jimmy (numele său real este Jonathan Solofa Fatu) și Jey (numele real Joshua Samuel Fatu) sunt cei doi fii gemeni ai lui Rikishi , și fac parte din familia samoană Anoa' i. De asemenea, sunt nepoții defunctului wrestler Umaga, veri wrestler-ului Roman Reigns și, de asemenea, al luptătorului profesionist și actor The Rock.

## În Wrestling
- Manevre de final

  - Double Samoan Spike[1] (Dublu degetul în gât thurst) 2007-2007
  - Uso Splash (Scufundări Splash) - 2011-prezent
  - Tequila sunrise 2016-prezent
  - Samoa kick / King Side Kick (lovitură de Savate) - 2010-prezent
  - Flapjack în Samoan Drop -

## Campionate și realizări
- Florida Championship Wrestling
  - FCW Florida Tag Team Championship[2] (1 data)

- WWE
  - WWE Tag Team Championship (de 2 ori)
  - WWE SmackDown Tag Team Championship (5 ori, prezent)
  - Slammy Award pentru Echipa Anului (2014, 2015)